# Manfredo do Carmo
Manfredo Perdigão do Carmo (né le 15 août 1928 à Maceió et mort le 30 avril 2018 à  Rio de Janeiro) est un mathématicien brésilien, reconnu pour ses travaux en géométrie différentielle.

## Carrière
Manfredo do Carmo est professeur émérite à l'IMPA et Fellow de l'American Mathematical Society.
En 1978, il présente Minimal Surfaces: Stability and Finiteness lors du Congrès international des mathématiciens à Helsinki.
Les livres de Do Carmo restent des références et sont souvent utilisés dans les cours d'université.

## Publications
- (en) Differential Geometry of Curves and Surfaces, Prentice-Hall, 1976, 503 p.
- (en) Differential Forms and Applications, Springer Verlag, Universitext, 1994, 118 p.
- (en) Riemannian Geometry, Birkhäuser, 1992
- (en) Manfredo P. do Carmo – Selected Papers (éd. Keti Tenenblat), Springer, 2012, premier volume de la collection “Selected Works of Outstanding Brazilian Mathematicians”